# Samtgemeinde Fintel
Die Samtgemeinde Fintel ist ein Gemeindeverband im Osten des Landkreises Rotenburg (Wümme) in Niedersachsen. Sie hat etwa 7.500 Einwohner.

## Geografie
Das Samtgemeindegebiet liegt zwischen 25 und 55 m ü. NN.

### Samtgemeindegliederung
Die Samtgemeinde besteht aus den fünf Mitgliedsgemeinden Lauenbrück, Fintel, Helvesiek, Stemmen und Vahlde. Besonders ist die Existenz von zwei Kernorten: Lauenbrück und Fintel. In diesen leben zwei Drittel der Einwohner. Fintel ist dabei das wirtschaftliche Zentrum. Lauenbrück kommt wegen seines Bahnhofes, des Anschlusses an die B75, der weiterführenden Schule der Samtgemeinde und seines Rathauses auf anderem Gebiet Bedeutung zu.

### Nachbargemeinden
Die Samtgemeinde hat acht Nachbargemeinden in drei Landkreisen.
Im Westen grenzt an sie die Einheitsgemeinde Scheeßel. Im Norden liegen die Gemeinden Hamersen, Sittensen und Tiste aus der Samtgemeinde Sittensen an. Im Nordosten folgen dann Heidenau, Wistedt und Königsmoor aus der Samtgemeinde Tostedt im Landkreis Harburg und im Süden die Stadt Schneverdingen aus dem Heidekreis.

## Geschichte
Die Geschichte der Mitgliedsgemeinden reicht weit in die Vergangenheit zurück. Archäologische Funde zeigen, dass bereits vor 3000 bis 4000 Jahren erste Siedlungen auf dem Gebiet der heutigen Samtgemeinde zu finden waren. Erstmals urkundlich erwähnt wurden die Orte der Samtgemeinde im Mittelalter (Fintel 1105, Helvesiek um 1250, Lauenbrück 1358, Stemmen 1351 und Vahlde 1180). Der Zentralort Lauenbrück geht auf eine Gründung durch Heinrich den Löwen zurück.
Die Gründung der Samtgemeinde Fintel erfolgte im Jahr 1970. Damals schlossen sich die Gemeinden Fintel, Helvesiek, Lauenbrück, Stemmen und Vahlde freiwillig zu einem neuen Kommunalverband mit dem Status einer Körperschaft des öffentlichen Rechts zusammen.

## Politik

### Samtgemeinderat
Der Rat der Samtgemeinde Fintel besteht aus 2 Ratsfrauen und Ratsherren. Dies ist die festgelegte Anzahl für eine Gemeinde mit einer Einwohnerzahl zwischen 7.001 und 8.000 Einwohnern. Die Ratsmitglieder werden durch eine Kommunalwahl für jeweils fünf Jahre gewählt. Neben den 20 in der Samtgemeindewahl gewählten Mitgliedern ist außerdem der hauptamtliche Samtgemeindebürgermeister im Rat stimmberechtigt. 
Die vergangenen Samtgemeindewahlen ergaben folgende Sitzverteilungen:
| Partei | 2021 | 2016 |
| ------ | ---- | ---- |
| CDU    | 9    | 9    |
| SPD    | 8    | 8    |
| GRÜNE  | 2    | 2    |
| FDP    | 1    | –    |
| LINKE  | –    | 1    |

### Samtgemeindebürgermeister
Hauptamtlicher Samtgemeindebürgermeister ist Sven Maier (parteilos). In der Stichwahl 2021 wurde er mit 51,44 Prozent der Stimmen gegen Anne Cordes (SPD) gewählt. Im ersten Wahlgang erhielt Maier 30,75 Prozent der Stimmen und damit neun Prozent weniger als Cordes. Hier war außerdem Uwe Gerlach (parteilos) Gegenkandidat.
Erster hauptamtlicher Samtgemeindebürgermeister in der Zeit vom 9. Juni 2008 bis 8. Juni 2016 war Michael Niestädt. In der Bürgermeisterwahl am 28. Februar 2016 wurde Tobias Krüger als unabhängiger Kandidat mit Unterstützung aller Parteien von den Bürgern der Samtgemeinde Fintel zum neuen Samtgemeindebürgermeister gewählt. Die Amtszeit begann am 9. Juni 2016.
Als eine der wenigen Kommunen in Niedersachsen hatte die Samtgemeinde Fintel bis 2021 noch das alte zweigleisige Kommunalrecht mit einer hauptamtlichen Verwaltungsspitze und einem ehrenamtlichen Samtgemeindebürgermeister angewendet. Hauptamtlicher Samtgemeindedirektor war zuletzt Friedrich Dreyer. Ehrenamtlicher Samtgemeindebürgermeister war Claus Riebesehl von der CDU.

### Wappen
| Wappen von Samtgemeinde Fintel | Blasonierung: „Einen silbernen Schild, der zwei blaue Wellenbalken mit fünf grünen Kreisen beinhaltet“ |
| Wappen von Samtgemeinde Fintel | Wappenbegründung: Die beiden blauen Wellenbalken symbolisieren die Flüsse Wümme und Fintau, die das Gebiet der Samtgemeinde durchqueren. Die fünf grünen Kreise stehen für die fünf Mitgliedsgemeinden der Samtgemeinde. |

## Kultur und Sehenswürdigkeiten

### Parks
Bei Lauenbrück befindet sich ein ausgedehnter Wildpark.

## Wirtschaft und Infrastruktur
Fintel ist einer der Schwerpunkte des Fremdenverkehrs der Wümmeniederung. So existiert hier der Ferienpark Eurostrand.

### Öffentliche Einrichtungen
Die Mitgliedsgemeinden haben Freiwillige Feuerwehren. In Fintel gibt es eine Polizeistation, in Lauenbrück steht eine Rettungswache. In Lauenbrück steht das Rathaus der Samtgemeinde.
In Lauenbrück und Fintel stellen Ärzte die Gesundheitsversorgung sicher.

### Bildung
In der Samtgemeinde gibt es sechs Kindergärten, wovon sich in jeder Mitgliedsgemeinde einer, in Lauenbrück zwei befinden. In Lauenbrück und Fintel gibt es jeweils eine Grundschule und in Lauenbrück steht die Oberschule Fintauschule.

### Verkehr
Die Teile der Gemeinde sind untereinander und mit dem Umland durch Kreisstraßen verbunden. Im Westen wird Helvesiek zusätzlich in Nord-Süd-Richtung von der L130 durchzogen.
Für den überregionalen Verkehr von Bedeutung sind Lauenbrück und Stemmen aufgrund des Durchgangsverkehrs auf der B75 und der Bahnstrecke zwischen Hamburg und Bremen. An diese Bahnstrecke ist die Samtgemeinde durch einen Bahnhof in Lauenbrück angeschlossen. Von dort fahren stündlich Nahverkehrszüge Richtung Hamburg und Bremen.